# Entomobrya assuta
Entomobrya assuta är en urinsektsart som beskrevs av Folson 1924. Entomobrya assuta ingår i släktet Entomobrya och familjen brokhoppstjärtar. Inga underarter finns listade i Catalogue of Life.